# تيري جاكس
تيري جاكس (بالإنجليزية: Terry Jacks) مغني وكاتب أغاني ومنتج تسجيلات وداعية بيئية كنديًا من مواليد 1944، اشتهر بأغنيته الناجحة «مواسم في الشمس Seasons in the Sun» عام 1974، كانت الأغنية قد تم أعدادها للفريق الأمريكي «بيتش بويز Beach Boys»، ولكنهم رفضوها، وأصبحت الأغنية الدولية الأكثر مبيعًا لفنان كندي في ذلك الوقت، وتم بيع في النهاية 14 مليون نسخة حول العالم. حصل جاكس على جائزتي جونو وأصبح واحدًا من أكثر المغنيين الكنديين مبيعًا على الإطلاق.
أحدث إصدار من تيري جاكس ألبوم مزدوج تحت عنوان «نجمة البحر على الشاطئ Starfish On the Beach» وهو عبارة عن تجميع قرص مضغوط مزدوج يحتوي على 40 أغنية من الأغاني المفضلة لجاكس، حصيلة السنوات الأربعين الماضية، ويضم بعض تسجيلاته من السبعينيات والثمانينيات. تحتوي المجموعة على كتيب من 32 صفحة به صور فوتوغرافية وذكريات جاك عن مسيرته الموسيقية.

## وصلات خارجية
- Terry Jacks discography and biography
- Terry Jacks Biography and Discography on VH1
- Terry Jacks Biography on AOL Music
- Terry Jacks Biography on Yahoo! Music
- Film: The Warmth of Love (The Four Seasons of Sophie Thomas)
- Juno Awards official site
- تيري جاكس في قاعدة بيانات الأفلام على الإنترنت
- Regenerator Records